# Василиос Ставропулос
Василиос Ставропулос, известен като капитан Коракас (на гръцки: Βασίλειος Σταυρόπουλος, Καπετάν Κόρακας), е капитан на Гръцката въоръжена пропаганда в Македония в началото на XX век.

## Биография
Коракас е роден в село Артотина, Дорида, Гърция. Става офицер от гръцката армия. В 1897 година е доброволец в Гръцко-турската война. Присъединява се към Гръцката въоръжена пропаганда в Македония и в 1907 година гръцкото консулство в Солун го изпраща в Бер, за да организира гръцките чети, сражаващи се с четите на ВМОРО и отблъскващи опитите за налагане на румънска просвета сред власите в района. След Младотурската революция заминава за Тракия, където подкрепя гръцката въоръжена пропаганда. Участва в Балканската война. Уволнява се от армията в 1937 година като генерал-майор.
Името на Ставропулос носи площад в Бер, на който е издигнат негов паметник.